# Rajendra Prasad
Rajendra Prasad (født 3. december 1884, død 28. februar 1963) var den første præsident i Republikken Indien fra 1950 til 1962. Han var uafhængighedsaktivist og arbejdede som leder af Det Indiske Kongresparti.
Efter Indien blev en republik i 1950 blev han valgt som præsident for landet. Som første præsident var han selvstændig, og han var uvillig imod at lade premierministeren eller partier forsøge at tage hans konstitutionelle privilegier. Han blev efter hans præsidentperiode var ovre, tildelt Bharat Ratna som er Indiens højeste civile udmærkelse.

## Reference
1. ↑  Navnet er anført på engelsk og stammer fra Wikidata hvor navnet endnu ikke findes på dansk.
2. ↑  The President of India Shri Pranab Mukherjee Arkiveret 11. august 2013 hos  Wayback Machine